# Шествие

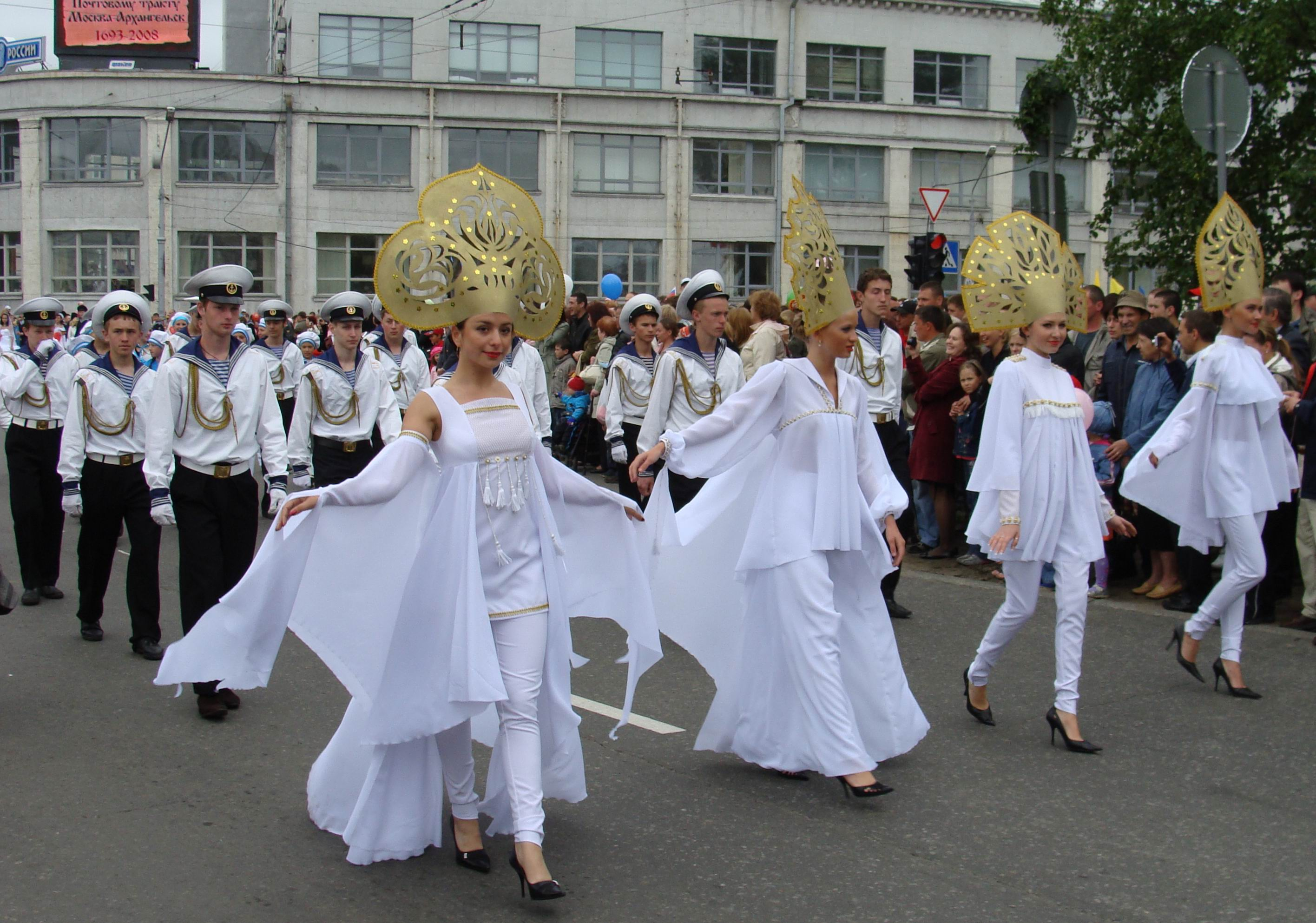
Костюмированное шествие в честь 425-летия города Архангельска.

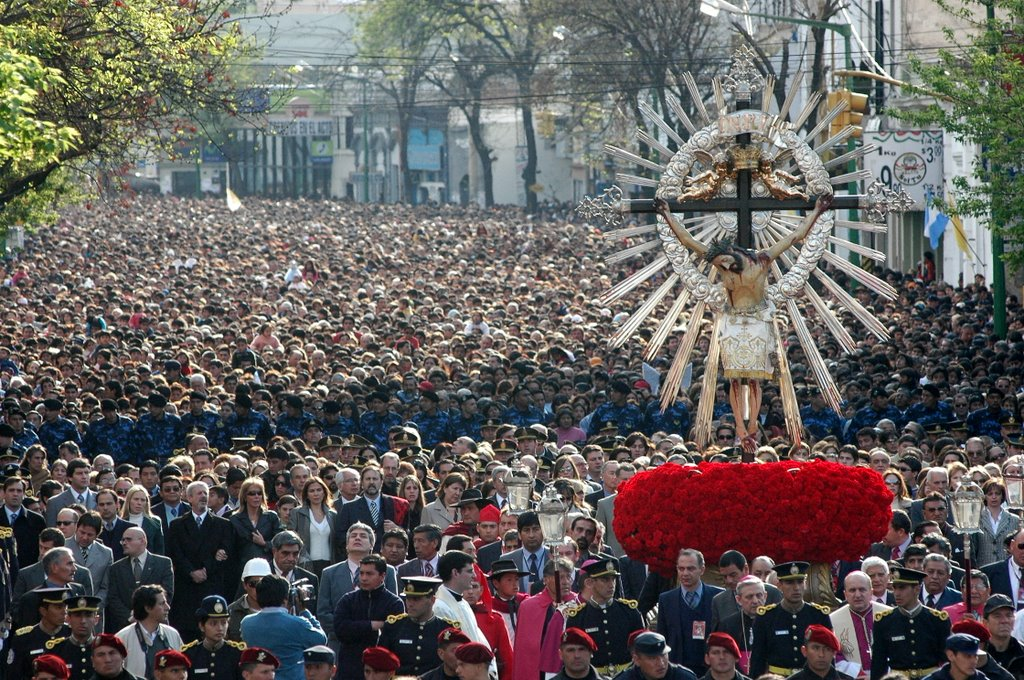
Шествие в Сальта, Аргентина.

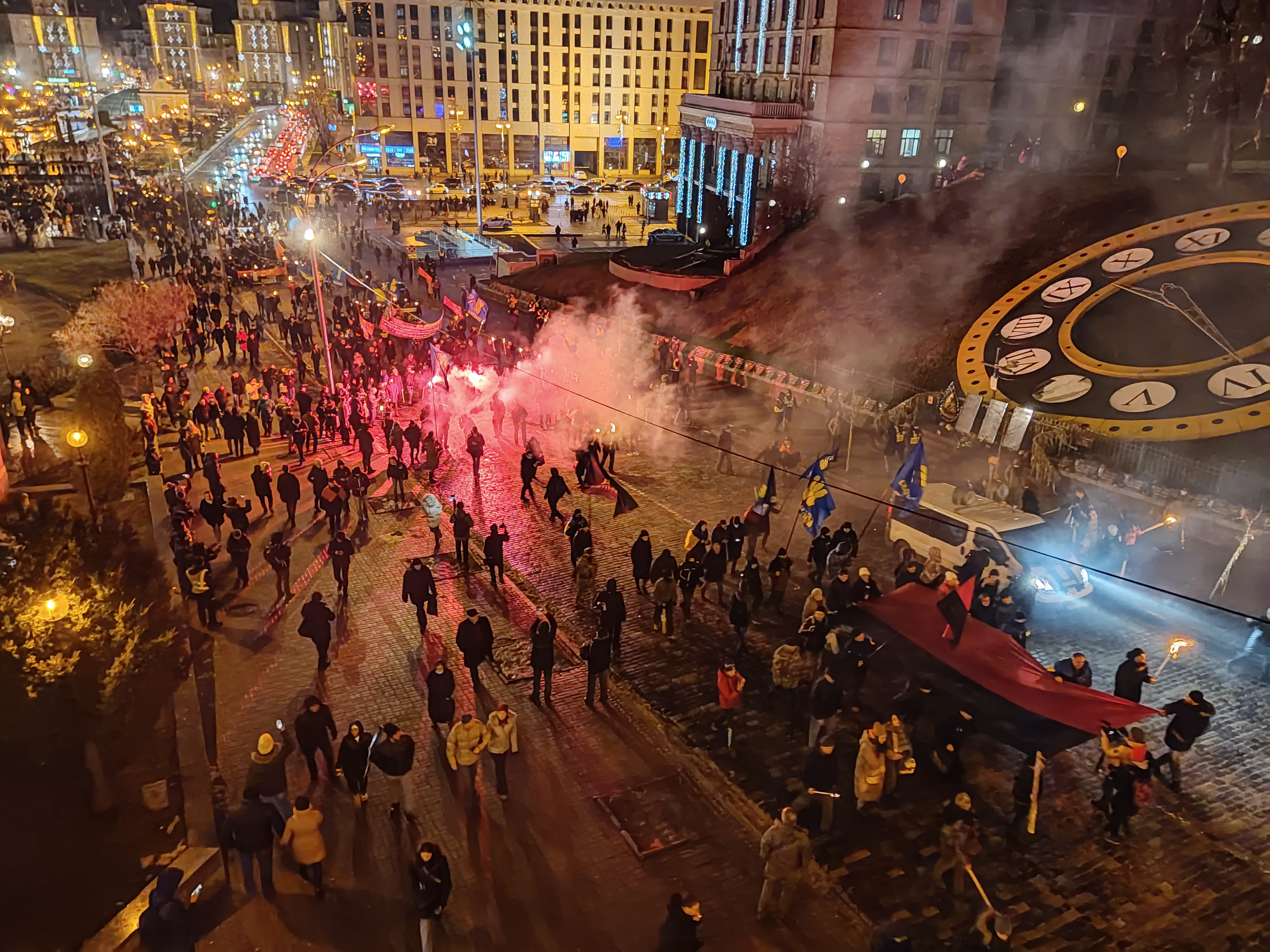
Факельный марш ко дню рождения Бандеры в Киеве, январь 2022.

Шествие — одна из форм публичных мероприятий, массовое торжественное прохождение людей в связи с каким-либо знаменательным событием или согласно обычаю, обряду, или протестное прохождение с каким-либо требованием; процессия.
В немецкоязычных государствах шествие с факелами, устраиваемое в знак уважения к известному лицу — Факельцуг нем. Fackelzug. 
В Федеральном законе Российской Федерации, от 19 июня 2004 года, № 54-ФЗ «О собраниях, митингах, демонстрациях, шествиях и пикетированиях» сказано: «...шествие — массовое прохождение граждан по заранее определенному маршруту в целях привлечения внимания к каким-либо проблемам».
В постсоциалистических государствах и странах проходящие, как правило, торжественными и театрализованными, шествия, дефиле и парады, а также так называемые монстрации, пришли на смену политическим демонстрациям с транспарантами перед стоящими на трибунах первыми лицами власти, которые в Союзе ССР и других социалистических государствах и странах проводились во всех городах на главных площадях в честь главного дня революционной истории государства и Первомая.